# Akte X – Die unheimlichen Fälle des FBI/Staffel 8
Die Erstausstrahlung der achten Staffel der US-Mystery-Fernsehserie Akte X – Die unheimlichen Fälle des FBI war vom 5. November 2000 bis zum 20. Mai 2001 auf dem US-amerikanischen Sender Fox zu sehen. Die deutschsprachige Erstausstrahlung sendete der deutsche Free-TV-Sender ProSieben vom 24. September 2001 bis zum 25. Februar 2002.

## Handlung
| Nr. (ges.) | Nr. (St.) | Deutscher Titel     | Originaltitel         | Erstausstrahlung USA | Deutschsprachige Erstausstrahlung (D) | Regie           | Drehbuch                                      |
| --- | --------- | ------------------- | --------------------- | -------------------- | ------------------------------------- | --------------- | --------------------------------------------- |
| 162 | 1         | Verschwunden        | Within                | 5. Nov. 2000         | 24. Sep. 2001                         | Kim Manners     | Chris Carter                                  |
| Eine FBI-Taskforce wird von Deputy Director Alvin Kersh zusammengestellt, um Fox Mulder zu suchen, aber Dana Scully misstraut dem Leiter der Taskforce, Special Agent John Doggett, und beschließt stattdessen, mit Walter Skinner nach ihrem verlorenen Partner in der Wüste von Arizona zu suchen. |           |                     |                       |                      |                                       |                 |                                               |
| 163 | 2         | Gibson Praise       | Without               | 12. Nov. 2000        | 1. Okt. 2001                          | Kim Manners     | Chris Carter                                  |
| In einer abgelegenen Schule in der Wüste von Arizona wissen Doggett, Scully, Gibson und Skinner – sowie eine Reihe von Schülern und Agenten – nicht, wem sie trauen können, weil der außerirdische Kopfgeldjäger sich als einer von ihnen ausgibt; und in einem Raumschiff in der Nähe wird an Mulder experimentiert. |           |                     |                       |                      |                                       |                 |                                               |
| 164 | 3         | Klauen und Zähne    | Patience              | 19. Nov. 2000        | 8. Okt. 2001                          | Chris Carter    | Chris Carter                                  |
| John Doggett, der den X-Akten zugeteilt wurde, schließt sich Scully an, um eine Reihe grausamer Morde zu untersuchen, die anscheinend von einer fledermausähnlichen Kreatur verübt wurden. Da dies ihr erster gemeinsamer Fall ist, stellen Scully und Doggett fest, dass ihre Ermittlungstechniken nicht gerade kompatibel sind. |           |                     |                       |                      |                                       |                 |                                               |
| 165 | 4         | Gesteinigt          | Roadrunners           | 26. Nov. 2000        | 15. Okt. 2001                         | Rod Hardy       | Vince Gilligan, Frank Spotnitz                |
| Im Alleingang verfolgt Scully einen Kult, der einen schneckenähnlichen Organismus anbetet. Als sie einem verletzten Fremden helfen will, stellt sie fest, dass sie allein in der Wüste überfordert ist. |           |                     |                       |                      |                                       |                 |                                               |
| 166 | 5         | Billy               | Invocation            | 3. Dez. 2000         | 22. Okt. 2001                         | Richard Compton | Vince Gilligan                                |
| Ein kleiner Junge, der vor zehn Jahren entführt wurde, taucht auf mysteriöse Weise wieder auf, ist aber um keinen Tag gealtert. Während der Fall bei Doggett schmerzhafte Erinnerungen wachruft, keimt bei den Beteiligten der Verdacht auf, dass der Junge nicht der ist, der er zu sein scheint. |           |                     |                       |                      |                                       |                 |                                               |
| 167 | 6         | Rückwärts           | Redrum                | 10. Dez. 2000        | 5. Nov. 2001                          | Peter Markle    | Steven Maeda, Daniel Arkin Idee: Steven Maeda |
| Nachdem seine Frau ermordet wurde, versucht ein befreundeter Anwalt Doggetts seinen Namen von dem Verbrechen reinzuwaschen. Doggett glaubt an dessen Unschuld, da sein Freund behauptet, dass die Zeit für ihn rückwärts abläuft. |           |                     |                       |                      |                                       |                 |                                               |
| 168 | 7         | Via Negativa        | Via Negativa          | 17. Dez. 2000        | 29. Okt. 2001                         | Frank Spotnitz  | Tony Wharmby                                  |
| Doggett und Skinner arbeiten daran, den mörderischen Amoklauf eines religiösen Sektenführers zu verhindern, während Scully sich eine Auszeit nimmt. |           |                     |                       |                      |                                       |                 |                                               |
| 169 | 8         | Fenster der Seele   | Surekill              | 7. Jan. 2001         | 12. Nov. 2001                         | Terrence O’Hara | Greg Walker                                   |
| Nach den tödlichen Schüssen auf einen Immobilienmakler, der allein in einer Gefängniszelle saß, hofft Doggett, dass das Motiv mehr hergibt als die Methode. Doch schon bald stellt sich heraus, dass hinter diesem Fall mehr steckt, als man denkt. |           |                     |                       |                      |                                       |                 |                                               |
| 170 | 9         | Schlaues Metall     | Salvage               | 14. Jan. 2001        | 19. Nov. 2001                         | Kim Manners     | Jeffrey Bell                                  |
| Doggett und Scully treffen auf einen toten Mann, der noch lebt – nur etwas verändert. Sie entdecken einen Mann aus Metall, der sich an denen rächen will, von denen er glaubt, dass sie ihn erschaffen haben. |           |                     |                       |                      |                                       |                 |                                               |
| 171 | 10        | Hier und nicht hier | Badlaa                | 12. Jan. 2001        | 26. Nov. 2001                         | Tony Wharmby    | John Shiban, Frank Spotnitz                   |
| Nachdem sich ein Mystiker aus Indien herausschmuggelt, nehmen Scully und Doggett die Verfolgung auf, als seine Mordserie beginnt, zwei Familien in einem Vorort von Washington, D.C. zu terrorisieren. Doch Scully gerät bald in eine Glaubenskrise, als sie merkt, wie unterschiedlich ihre Methoden von denen Mulders sind, obwohl sie verzweifelt versucht, eine Gläubige zu sein. |           |                     |                       |                      |                                       |                 |                                               |
| 172 | 11        | Der Seelenesser     | The Gift              | 4. Feb. 2001         | 3. Dez. 2001                          | Kim Manners     | Frank Spotnitz,                               |
| Doggett stößt auf einen alten Fall über einen angeblichen „Seelenesser“ in Pennsylvania, den Mulder vor Scully geheim gehalten hat und von dem er hofft, dass er die Wahrheit hinter Mulders Entführung beweisen kann. |           |                     |                       |                      |                                       |                 |                                               |
| 173 | 12        | Underground         | Medusa                | 11. Feb. 2001        | 10. Dez. 2001                         | Richard Compton | Frank Spotnitz                                |
| Eine Reihe von bizarren Todesfällen in den Tunneln der Bostoner U-Bahn veranlasst Doggett, sich einem Team von Fachleuten anzuschließen, um unter Tage zu ermitteln. In der Zwischenzeit muss Scully den Zugbehörden an der Oberfläche trotzen, die entschlossen sind, die Züge innerhalb von wenigen Stunden wieder zum Laufen zu bringen. |           |                     |                       |                      |                                       |                 |                                               |
| 174 | 13        | Frucht des Leibes   | Per Manum             | 18. Feb. 2001        | 17. Dez. 2001                         | Kim Manners     | Chris Carter, Frank Spotnitz                  |
| Scully macht sich um ihr ungeborenes Kind Sorgen, als Duffy Haskel das X-Akten Team bei der Untersuchung des Tods seiner Ehefrau Kath bittet. Kath war eine von mehreren Frauen, die keine Möglichkeit hatten, auf natürlichem Wege schwanger zu werden, die aber behaupten, von Außerirdischen entführt und geschwängert worden zu sein. Scully erkennt die Parallele zu ihrer eigenen, mysteriösen Schwangerschaft und versucht, Mary Handershot, eine weitere Schwangere vor dem gleichen Schicksal wie Kath zu beschützen. |           |                     |                       |                      |                                       |                 |                                               |
| 175 | 14        | Es ist zu spät      | This is Not Happening | 25. Feb. 2001        | 7. Jan. 2002                          | Kim Manners     | Chris Carter, Frank Spotnitz                  |
| Doggett bittet eine andere Agentin, Monica Reyes, um Unterstützung bei der Suche nach Mulder. Doch Scullys Befürchtungen, ihn zu finden, werden durch das plötzliche Wiederauftauchen von Entführten wie Therese Neman, die zur gleichen Zeit wie Mulder entführt wurden, zunichtegemacht. |           |                     |                       |                      |                                       |                 |                                               |
| 176 | 15        | Lebendig tot        | Deadalive             | 1. Apr. 2001         | 14. Jan. 2002                         | Tony Wharmby    | Chris Carter, Frank Spotnitz                  |
| Drei Monate nach Mulders Beerdigung erwacht Billy Miles, ein ehemaliger Entführter, wieder von den Toten auf. Scully hofft, ihren Partner ebenfalls wieder zum Leben erwecken zu können. In der Zwischenzeit bietet Alex Krycek Skinner einen abscheulichen Deal an, von dem er behauptet, er könne Mulders Leben retten. |           |                     |                       |                      |                                       |                 |                                               |
| 177 | 16        | Drei Worte          | Three Words           | 8. Apr. 2001         | 21. Jan. 2002                         | Tony Wharmby    | Chris Carter, Frank Spotnitz                  |
| Mulder führt heimlich seine eigenen Ermittlungen durch, nachdem ein Mann auf dem Rasen des Weißen Hauses niedergeschossen wurde, als er versuchte, den Präsidenten über eine geplante Invasion von Außerirdischen zu informieren. Als er versucht, weitere Beweise für die Kolonisierung zu finden, gerät er jedoch bald selbst in Bedrängnis. |           |                     |                       |                      |                                       |                 |                                               |
| 178 | 17        | Feuer und Asche     | Empedocles            | 22. Apr. 2001        | 28. Jan. 2002                         | Barry K. Thomas | Greg Walker                                   |
| Reyes bittet Mulder um Hilfe bei der Untersuchung eines Mörders, der mit dem ungeklärten Mord an Doggetts Sohn Luke in Verbindung steht, doch Mulder gerät bald mit Doggett aneinander. |           |                     |                       |                      |                                       |                 |                                               |
| 179 | 18        | Sie kommen          | Vienen                | 29. Apr. 2001        | 4. Feb. 2002                          | Rod Hardy       | Steven Maeda                                  |
| Mulder und Doggett werden gebeten, mehrere Todesfälle auf einer Bohrinsel im Golf von Mexiko zu untersuchen. Mulder ist davon überzeugt, dass auf der Bohrinsel ein außerirdisches schwarzes Öl gefördert wird. In der Zwischenzeit versucht die hochschwangere Scully, Mulder in Abwesenheit zu schützen. |           |                     |                       |                      |                                       |                 |                                               |
| 180 | 19        | Augenlicht          | Alone                 | 6. Mai 2001          | 11. Feb. 2002                         | Frank Spotnitz  | Frank Frank                                   |
| Während Scully im Mutterschaftsurlaub ist, wird Doggett mit einer enthusiastischen jungen Agentin namens Layla Harrison zusammengebracht, die alles über die X-Akten weiß. Ihre Begeisterung für Mulder und Scully führt dazu, dass Doggett noch einiges dazulernt. Als Harrison und Doggett bei der Untersuchung mehrerer Todesfälle auf einem Anwesen verschwinden, widersetzt sich Mulder Deputy Director Kershs Anweisungen und versucht, seine beiden Kollegen zu finden.                                                 |           |                     |                       |                      |                                       |                 |                                               |
| 181 | 20        | Einer von Vielen    | Essence               | 13. Mai 2001         | 18. Feb. 2002                         | Kim Manners     | Chris Carter                                  |
| Mulder, Skinner und Doggett sehen sich mit den schrecklichen Folgen des Pakts des Syndikats mit den Außerirdischen konfrontiert, als der zum Supersoldat verwandelte Billy Miles versucht, alle Beweise für die Tests zu vernichten – einschließlich Scullys bald geborenem Baby. Die Männer bitten Reyes und – widerstrebend – Alex Krycek um Hilfe. |           |                     |                       |                      |                                       |                 |                                               |
| 182 | 21        | William             | Existence             | 20. Mai 2001         | 25. Feb. 2002                         | Kim Manners     | Chris Carter                                  |
| Mulder, Doggett und Skinner müssen sich mit außerirdischen Replikanten auseinandersetzen, die wichtige Positionen innerhalb des FBIs und der Regierung unterwandert haben, während sie verzweifelt versuchen, die Verschwörung innerhalb des FBI aufzudecken. Währenddessen setzen bei Scully an einem abgelegenen Ort die Wehen ein, aber Reyes erfährt bald, dass sie dort nicht sicher sind. |           |                     |                       |                      |                                       |                 |                                               |